# U-16 (1936)
U-16 – niemiecki okręt podwodny typu IIB z okresu międzywojennego i II wojny światowej, o wyporności podwodnej 328 ton. Wszedł do służby w 1936 roku, gdy został przydzielony do 1. Flotylli U-Bootów „Weddingen”, a następnie do 3. Flotylli „Lohs”. Po wybuchu wojny przeprowadził trzy patrole  bojowe, zaś na postawionych przez U-16 minach zatonęły dwie jednostki o łącznej pojemności 3435 BRT. Zatonął 25 października 1939 roku w pobliżu Dover, w wyniku uszkodzeń po ataku brytyjskich okrętów, bądź na brytyjskiej minie.

## Geneza
Okręt został zaprojektowany w tajnym biurze projektowym Ingenieurskantoor voor Scheepsbouw (IvS) w Holandii, gdzie nosił oznaczenie projektowe MVBIIB w wersji 1110C. Wśród przewidywanych zadań okrętów tego typu było przede wszystkim zabezpieczenie Bałtyku oraz żywotnych dla Niemiec linii żeglugowych między Niemcami i Szwecją, którymi transportowana była do Rzeszy ruda żelaza.
Kontrakt na budowę okrętu ze stocznią Deutsche Werke został zawarty 2 lutego 1935 roku. Stępka pod jednostkę została położona 5 sierpnia 1935 roku, po czym 28 kwietnia 1936 roku okręt został zwodowany w Kilonii. 16 maja 1936 roku U-16 został przyjęty do służby w Kriegsmarine pod dowództwem kapitänleutnant Heinza Beduhna rozpoczynając swoje działania w składzie 1. Flotylli U-Bootów „Weddingen”.

## Konstrukcja jednostki
U-16 był przybrzeżnym jednokadłubowym okrętem podwodnym typu IIB w wersji 1110C, wypierającym 279 ton na powierzchni, w zanurzeniu zaś 329 ton. Od oryginalnej konstrukcji 1110B jednostek typu IIB różnił się przedłużonym kioskiem z umieszczonymi na jego szczycie urządzeniami umożliwiającymi bezpośrednie sterowanie okrętem.
U-16 był jednostką o długości 42,7 metra, szerokości 4,08 metra i zanurzeniu 3,9 metra. Napęd zapewniały dwa 6-cylindrowe czterosuwowe silniki Diesla Motorenwerke Mannheim MWM RS127S o łącznej mocy 700 KM przy 1000 obrotów na minutę oraz dwa silniki elektryczne SSW PG W322/26 o mocy 300 kW. Układ napędowy zapewniał mu możliwość osiągnięcia prędkości 13 węzłów na powierzchni oraz 7 węzłów w zanurzeniu. Okręt miał stosunkowo niewielki zasięg 3100 mil morskich przy prędkości 8 węzłów na powierzchni oraz 35–45 mil w zanurzeniu, przy prędkości podwodnej 4 węzłów. Znaczącą zaletą okrętu był bardzo krótki czas zanurzania awaryjnego, nieprzekraczający 25 sekund. Architektura i konstrukcja tych okrętów zapewniała im głębokość zanurzenia testowego wynoszącą 100 metrów. Stery głębokości umieszczone były na śródokręciu, zaś stery kierunku za dwoma śrubami.
Okręt wyposażony był w trzy wyrzutnie torpedowe kalibru 53,3 cm na dziobie, z dwiema torpedami G7a lub G7e w zapasie. U-16 nie miał na wyposażeniu klasycznego działa okrętowego – jego uzbrojenie uzupełniało jedynie jedno działko przeciwlotnicze kalibru 2 cm. Zamiennie z torpedami okręt mógł przenosić do 18 wystrzeliwanych z wyrzutni torpedowych min.

## Służba okrętu
Po wejściu do służby został przyjęty w skład najpierw 1., a od października 1937 roku 3. Flotylli U-Bootów. 2 września 1939 roku wyszedł z Willhelmshaven na swój pierwszy patrol wojenny, celem postawienia min na północno-wschodnim wybrzeżu Wielkiej Brytanii. 5 września postawił miny w Zatoce Tees w pobliżu Hartlepool, brak jednak informacji o zatonięciu na nich jakiejkolwiek jednostki. Powrócił do Kilonii 8 września 1939 roku. Pięć dni później wyszedł na kolejny patrol, w rejonie operacyjnym u brzegów Norwegii i niedaleko Skudesnes. 28 września, w pobliżu Stavanger przeprowadził skuteczny atak torpedowy na szwedzki statek „Nyland” (3378 BRT), po czym 5 października 1939 roku powrócił do Kilonii.
18 października 1939 roku U-16 wyszedł na swój trzeci patrol, celem przeprowadzenia operacji minowej na południowo-wschodnich wybrzeżach Anglii. 22 października postawił miny u brzegu Dungeness, na których 20 listopada tego samego roku zatonął kuter rybacki „Sainte Clair” (57 ton). Podczas powrotu do bazy, 24 października U-16 został wykryty i zaatakowany za pomocą bomb głębinowych przez slup HMS „Puffin” oraz przez trawler przeciwpodwodny „Cayton Wyke”. Zaatakowany U-Boot zdołał przetrwać atak, zaraportował jednak przez radio ciężkie uszkodzenia okrętu. Tego samego dnia wrak okrętu z ciężko uszkodzonym kioskiem i dziobem został odnaleziony na mieliźnie Goodwin Sands niedaleko Deal w hrabstwie Kent, i poddany oględzinom przez brytyjskich nurków. Z uwagi na rozmiary uszkodzeń jednostki, przyczyną ostatecznego zniszczenia jednostki było prawdopodobnie wpadnięcie na minę.